# François d’Ivernois
François d’Ivernois, auch Sir Francis d’Ivernois oder Franz von Ivernois (* 9. April 1757 in Genf; † 16. März 1842 ebenda), war ein Schweizer Jurist, Ökonom, Publizist und Politiker.

## Leben
François d’Ivernois war fünftes Kind und jüngster Sohn des Genfer Kaufmanns François-Henri d’Ivernois (1722–1778) und dessen Ehefrau Marianne Dehors. Ein älterer Bruder soll nach einer Familienüberlieferung der preussische Generalmajor Philipp von Ivernois gewesen sein. François’ Vater war in Marvejols in Frankreich geboren. Seit 1746 war sein Vater Einwohner und seit 1748 Bürger von Genf. Bald nach der Niederlassung hatte er geheiratet. Als Leinwandgrosshändler zu Wohlstand gekommen wirkte er im Rat der Zweihundert der Republik Genf mit.  Befreundet mit Jean-Jacques Rousseau, mit dem er korrespondierte, war sein Vater von der Ideenwelt der Aufklärung und des Genfer Calvinismus geprägt. Als Anhänger der Représentants trat er für die Idee der repräsentativen Demokratie, die Stärkung der Rechte der Bürgerversammlung sowie eine von Zwängen befreite Wirtschaftsordnung im Sinne von Adam Smith und der klassischen Nationalökonomie ein.
François d’Ivernois besuchte ab 1773 das Collège de Genève und studierte ab 1777 an der Académie de Genève Rechtswissenschaft. Mit zwei Partnern gründete er 1779 ein Verlagsgeschäft und eine Druckerei. Sie nahmen die Herausgabe des Gesamtwerks von Rousseau in Angriff. 1779 erschien ein erstes Buch. Als ihr Geschäft 1784 liquidiert wurde, hatte sich François d’Ivernois der Politik zugewandt und ab 1781 als Advokat etabliert. 1780 weilte er zu Geschäften in Paris. In dieser Zeit gelang es ihm, Zutritt zum französischen Staatsminister Jean-Frédéric Graf de Maurepas zu erhalten, um diesen zu ersuchen, die Politik des französischen Aussenministers Charles Graf de Vergennes, der damit begonnen hatte, sich zulasten der Représentants in die Genfer Politik einzumischen, zu unterbinden. 1782 veröffentlichte er die Schrift Tableau historique et politique des révolutions de Genève dans le dixhuitième siècle, in der er den französischen König Ludwig XVI., von der Sache der Représentants zu überzeugen versuchte. Im gleichen Jahr rebellierte er zusammen mit Étienne Clavière und weiteren Représentants gegen die aristokratische Genfer Regierung. Im Bündnis mit der Gruppierung der Natifs, eingeborenen Genfern ohne Bürgerrechte, gewannen sie die Oberhand und begannen damit, für Genf eine neue Verfassung auszuarbeiten. Als das alte Regime 1782 mithilfe französischer Truppen seine Herrschaft zurückerlangte, wurde er als einer der führenden Köpfe der Représentants ins Exil verbannt. Bis 1789 lebte er in England und Irland. Mit Unterstützung von William Petty, Charles Stanhope und Henry Temple (1739–1802) versuchte er, in Irland die Kolonie New Geneva zu gründen.
1790 kehrte er nach Genf zurück, nachdem seine Verbannung 1789 aufgehoben worden war. Im September 1792 wurde er in den Rat der Zweihundert gewählt wurde. In dieser Phase seines politischen Wirkens setzte er sich vor allem für die Souveränität der Republik Genf ein. Die Egaliseurs, Verfechter der Idee der Gleichheit und Anhänger einer Annäherung Genfs an die Erste Französische Republik, bekämpfte er. 1792 sah man ihn unter den Vertretern Genfs, die mit dem französischen General Anne-Pierre de Montesquiou-Fézensac darüber verhandelten, die französische Besetzung Genfs abzuwenden. Als entschiedener Befürworter des Wirtschaftsliberalismus und als Kritiker der französischen Revolutionsbewegung, der er Revolutionsexport und imperialistische Tendenzen zulasten der Nachbarländer Frankreichs vorwarf, wurde er ein Anhänger der Gegenrevolution. Seine antirevolutionäre und antifranzösische Haltung verstärkte sich, als revolutionäre Ausschüsse die Regierung übernahmen und Genf später von Frankreich annektiert wurde. Als er 1794 befürchtete, dass die Académie de Genève in den Wirren der Französischen Revolution untergehe, schrieb er Thomas Jefferson und John Adams, die er auf deren Missionen als US-Aussenminister in Europa kennengelernt hatte, mit dem Ziel an, die Académie in die Vereinigten Staaten zu verlegen. Im gleichen Jahr floh er vor einem Todesurteil des Genfer Revolutionstribunals nach England, wo er sich zwei Jahrzehnte publizistisch betätigte.
Auf der Basis empirischer Daten kritisierte er die etatistische französische Wirtschafts- und Finanzpolitik. Insbesondere verwarf er das Papiergeld, das sie hervorbrachte, die Assignaten und die Territorialmandate, und stellte es als Fiatgeld in den Zusammenhang einer politischen Ökonomie der Terrorherrschaft. Dem Königreich Grossbritannien, dessen freie Wirtschaftsordnung er als überlegen und vorbildlich betrachtete, bot er seine Dienste als Publizist und Unterhändler an. In verschiedenen, international rezipierten Schriften erklärte er die Erste Französische Republik, auch das nachfolgende Erste Kaiserreich, wegen ihrer etatistischen und interventionistischen Wirtschafts- und Finanzpolitik zu einem gescheiterten Staat, der sich nur durch Papiergeld und Kriegsführung aufrechterhalte. In einer vielbeachteten, bis 1810 in mehrere Sprachen übersetzten Schrift befasste er sich 1809 mit den Auswirkungen der 1806 verhängten Kontinentalsperre. In ihr warf er Napoleon eine widersprüchliche Wirtschaftspolitik vor: Der französische Kaiser predige Liberalismus, verwehre jedoch den Bürgern anderer Staaten und Gebiete seines Machtbereichs den Marktzutritt. Andererseits gewähre er über Exportlizenzen seiner heimischen Wirtschaft die Möglichkeit, Überschüsse nach England abzuführen. Die Kontinentalsperre des Kaisers charakterisierte er als zerstörerisch und verfehlt. Mit Ausnahme Grossbritanniens, das kaum von ihr betroffen sei, hätten alle unter ihr zu leiden. Zum wirtschaftspolitischen Ideal erhob er eine freie Weltwirtschaft und eine globale Arbeitsteilung.
François d’Ivernois’ Schriften wurden in Grossbritannien zustimmend aufgenommen und in der Exilliteratur rege erörtert. Sie lieferten eine empirische Grundlage für die gegenrevolutionäre politische Theorie seines Landsmanns und Freundes Jacques Mallet-du-Pan. Der britischen Regierung unter William Pitt gefielen seine Schriften. Sie trugen dazu bei, dass das Königreich Grossbritannien ihn einbürgerte. Der britische König Georg III. schlug ihn darüber hinaus für geheime Dienste, die er der Krone erbracht hatte, 1796 zum Ritter (Knight Bachelor). Von der britischen Regierung erhielt er ausserdem eine jährliche Pension, auf die er später verzichtete. Frankreich hingegen erklärte ihn zur Persona non grata: Bei der französischen Annexion Genfs am 11. April 1798 klammerte der hierzu geschlossene Vertrag François d’Ivernois und weitere Personen ausdrücklich „von der Ehre aus, französische Bürger zu werden.“ 1805 hatte sein Wirken ihn so bekannt gemacht, dass der preussische Publizist Johann Wilhelm von Archenholz über den Exilanten in der Zeitschrift Minerva schrieb:

„Von den jetzt in London lebenden Franzosen ist keiner berühmter, als Ritter Ivernois, von dem in dieser Zeitschrift auch oft die Rede gewesen ist. Die französische Revolution und ihre Folgen hatten keinen größeren Feind als ihn; dabey war er durch sein Studium der öffentlichen Berichte und andrer Actenstücke der französischen Machthaber, durch deren Zusammenstellungen, Vergleichungen und Prüfungen, und durch die Wirkungen, die alles dieses auf die Cabinette that, ein wahrhaft furchtbarer Feind des neuen Frankreichs.“

Im Oktober 1814, nach dem Ende der Mediationszeit, in der Genf ein Teil Frankreichs und die Schweiz als Helvetische Republik ein französischer Vasallenstaat gewesen waren, kehrte er in seine Heimat zurück. Im Ersten Pariser Frieden hatte Frankreich auf die Souveränität über Genf verzichtet, woraufhin die Republik Genf wieder errichtet worden war. Von 1814 bis 1824 wirkte er als Genfer Staatsrat. Als solcher vertrat er zusammen mit Charles Pictet de Rochemont Genf auf dem Wiener Kongress.

## Schriften (Auswahl)
- Considérations d’une citoyen de Genève sur la Garantie, accordée en 1738, à la Republique de Genève, par la France et les Louables Cantons de Zurich et de Berne. Genf 1780.
- Lettres et Mémoires. Genf 1780.
- Offrande à la liberté et à la paix, par un citoyen de Genève, ou Idées de conciliation adressées à Mr. J.-A. de Luc, en réfutation du mémoire qu’il remit, le 21 aoust 1781, à M. le Cte de Vergennes. Genf 1781.
- Tableau historique et politique des révolutions de Genève dans le dixhuitième siècle. London 1782.
- An Historical and Political View of the Constitution and Revolutions of Geneva, in the 18th Century. London 1784.
- Tableau historique et politique des deux dernières révolutions de Genève. London [Genf] 1789.
- La Révolution française à Genève, tableau historique e politique de la France envers les Genevois, depuis le mois d’Octobre 1792 au mois Juillet 1795. London 1795.

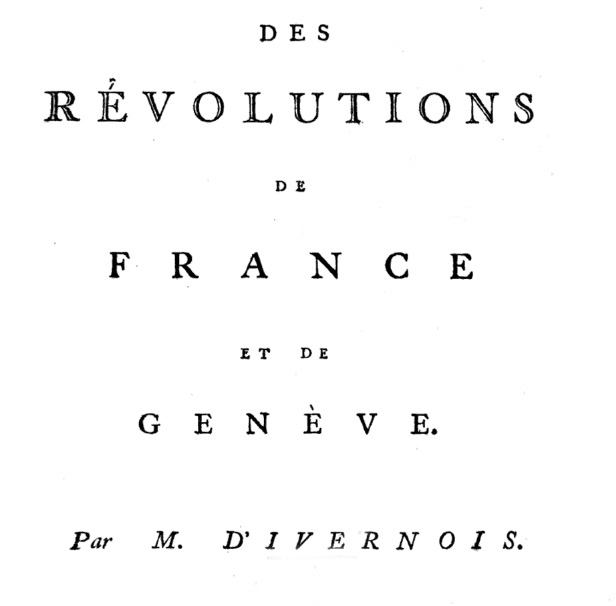
Titelseite

- Des révolutions de France et de Genève. London 1795.
- Réflexions sur la guerre, en réponse aux Réflexions sur la paix adressées à Mr. Pitt et aux Français. London 1795.
- A Cursory View of the Assignats, and Remaining Resources of French Finance. London 1795.
- Coup d’œil sur le assignats. London 1795.
- Tableau de l’Europe. 1795.
- État des finances et des ressources de la République française au 1er janvier 1796. London 1796.
- Histoire de l’administration des finances de la République française au 1er janvier 1796. London 1797.
- Geschichte der französischen Finanz-Administration im Jahre 1796. Übersetzt und bis zu Ende des April 1797 fortgeführt von Friedrich Gentz. Berlin 1797 (Digitalisat).
- Des causes qui ont amené l’usurpation du général Bonaparte et qui préparent sa chute. London 1800.
- Historische und politische Schilderung der Verluste, welche die Revolution und der Krieg dem französischen Volke an seiner Bevölkerung, seinem Ackerbau, seinen Colonien, seinen Manufakturen und seinem Handel zugezogen haben. Hamburg 1800.
- Immenses préparatifs de guerre qui eurent lieu en France d’abord après le traité d’Amiens. London 1804.
- Les recettes extérieures. London 1805.
- Bonaparte’s Fünf Verheißungen oder Schilderungen eines Verfahrens gegen Frankreich, England, Italien, Teutschland, besonders aber gegen die Schweiz. Köln 1805 (Google Books).
- Über Frankreichs Hülfsquellen und die Mittel seine Finanzen seit der Revolution aufrecht zu erhalten. Leipzig 1805.
- Effets du blocus continental sur le commerce, les finances, le crédit et prospérité des isles britanniques. London 1810.
- Effects of the Continental Blockade upon the Commerce, Finances, Credit and Prosperity of the British Islands. London 1810 (Google Books).
- Die Sperre des festen Landes und ihr Einfluß auf den Handel, die Finanzen, den Kredit und das Wohl der Brittischen Inseln. 1810 (Google Books).
- Exposé de l’exposé de la situation de l’Empire Français, et des comptes de finances publiés à Paris en février et mars 1813. Paris und Genf 1814.
- A la porte !… ou Le cri du peuple contre l’anonyme qui crie A bas la cabale. Par un auteur qui ne craint pas de se montrer à découvert. Paris 1814.
- Matériaux pour aider à la recherche des effets passés, présents et futurs du morcellement de la propriété foncière en France. Paris und Genf 1826.
- Sur la mortalité proportionnelle des peuples, considérée comme mesure de leur aisance et de leur civilisation. Genf 1833.